# Nationale A 1975/76
Die Saison 1975/76 war die 54. Spielzeit der Nationale A, der höchsten französischen Eishockeyspielklasse. Meister wurde zum insgesamt 29. Mal in der Vereinsgeschichte der Chamonix Hockey Club. 

## Meisterschaft
- 1. Platz: Chamonix Hockey Club
- 2. Platz: Sporting Hockey Club Saint Gervais
- 3. Platz: Gap Hockey Club
- 4. Platz: Ours de Villard-de-Lans
- 5. Platz: Club des Sports de Megève
- 6. Platz: Viry-Châtillon Essonne Hockey
- 7. Platz: CSG Grenoble
- 8. Platz: CPM Croix
- 9. Platz: Français Volants
- 10. Platz: Diables Rouges de Briançon